# میکتن
میکتن (به آلمانی: Mickten) یک محله در شهر درسدن است که در شرق آلمان واقع شده‌است.
روستای تاریخی میکتن در جاده لایپزیگ در شمال رود البه به درسدن در سال ۱۹۰۳ متصل شد. از سال ۱۹۹۰، یک منطقه تجاری جدید بین میکل و همسایه‌اش کویتتس، از جمله مرکز البه پارک با مغازه‌های متعدد و سینما ساخته شد. زیرساخت‌های میکتن به شدت توسط سیل البه ۲۰۰۲ به شدت آسیب دیده‌است.